# Lovendegem
Lovendegem és un municipi belga de la província de Flandes Oriental a la regió de Flandes. Era el resultat de la fusío amb Vinderhoute el 1977. Al seu torn, l'1 de gener de 2019 va fusionar amb Waarschoot i Zomergem per formar un municipi nou que va prendre el nom de Lievegem, segons el nom del curs d'aigua del Lieve que connecta els tres nuclis.

## Seccions
| # | Nom         | Extensió (km²) | Població (01/01/2006) |
| - | ----------- | -------------- | --------------------- |
| 1 | Lovendegem  | 15,82          | 8.091                 |
| 2 | Vinderhoute | 3,66           | 1.286                 |

## Evolució demogràfica
- Font:NIS
- 1977: annexió de Vinderhoute

## Situació
- a. Sleidinge (Evergem)
- b. Evergem
- c. Mariakerke (Gant)
- d. Drongen (Gant)
- e. Merendree (Nevele)
- f. Zomergem
- g. Waarschoot